# Jacinto Rodríguez
Jacinto Cristóbal Rodríguez Lezme (Asunción, 5 de diciembre de 1958) es un entrenador y exarquero paraguayo. Conocido por la afición peruana como San Jacinto.

## Trayectoria
Se inició en las divisiones de menores del River Plate de Asunción. Fue campeón de la Segunda División de Paraguay en 1990 con el Cerro Corá.
Jugó en el campeonato de fútbol profesional del Perú por el Sport Boys y Alianza Lima en la década de 1990. Fue ídolo en el Sport Boys, equipo con el que logró clasificar a la Copa Libertadores del año 1992 como subcampeón del fútbol peruano. También ha jugado en el Guaraní de su país y en el fútbol de China. 
En el 2008 se estrenó como entrenador dirigiendo al Sport Boys. Es padre del arquero paraguayo Rodolfo Fabián Rodríguez.
Jacinto Rodríguez inició su carrera deportiva como arquero en el club 8 de diciembre de Fernando de la Mora siendo su técnico en inferiores el señor Nicolás Pereyra y en Primera División Ignacio Achucarro.

## Equipos

### Como arquero
| Club              | País     | Año       |
| ----------------- | -------- | --------- |
| River Plate       | Paraguay | 1979-1986 |
| General Caballero | Paraguay | 1987      |
| Blooming          | Bolivia  | 1988      |
| Guaraní           | Paraguay | 1989      |
| Cerro Corá        | Paraguay | 1990      |
| Sport Boys        | Perú     | 1991-1994 |
| Alianza Lima      | Perú     | 1995      |
| Sport Boys        | Perú     | 1996      |
| Huang Dao         | China    | 1997      |

### Como entrenador
- Sport Boys 2008

## Palmarés
- Campeón de la Segunda División de Paraguay con el Cerro Corá en 1990.
- Subcampeón de la Liga peruana de fútbol con el Sport Boys del Callao en 1991.